# 斯拉夫斯克區

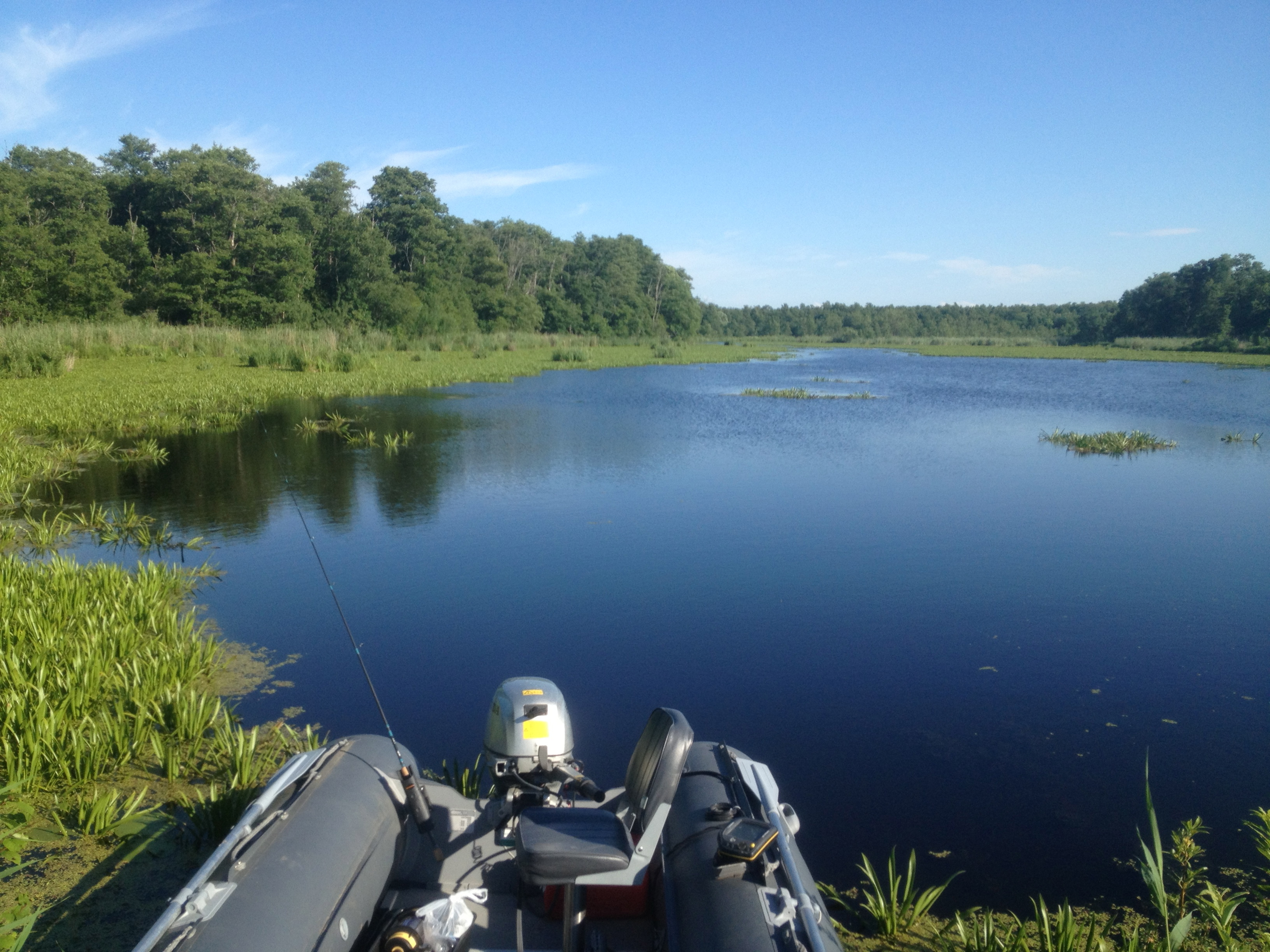

55°03′N 21°40′E / 55.050°N 21.667°E
斯拉夫斯克區（俄语：Славский район），是俄羅斯的一個區，位於該國西北部，由加里寧格勒州負責管轄，面積1,349平方公里，2010年人口21,015，人口密度每平方公里15.58人。